# Салакова, Марина Алексеевна
Марина (Мария) Алексеевна Салакова (род. 1973) — российская актриса театра, Заслуженная артистка России (2008).

## Биография
Родилась 10 сентября 1973 года.
Актёрскому мастерству училась в Нижегородском театральном училище, а затем в 1997 году окончила Школу-студию МХАТ (курс А. Н. Леонтьева), после чего была принята в Театр-студию О. Табакова.

## Творчество

### Роли в театре
МХТ имени А. П. Чехова
- «Чайка» А. Чехова — Нина Заречная[3]

Театр-студия О. Табакова
- «Обыкновенная история» В. Розова по И. Гончарову — Елизавета Александровна
- «Псих» А. Минчина — Ольга
- «Любовь как милитаризм» П. Гладилина — Татьяна
- «Опасные связи» Ш. де Лакло — Госпожа де Турвель
- «Долгий рождественский обед» Т. Уайлдера — Лючия
- «На дне» М. Горького — Анна
- «Последние» М. Горького — Любовь
- «Олеся» А. Куприна — Онисья
- «На всякого мудреца довольно простоты» А. Островского — приживалка
- «Ещё Ван Гог…»
- «Комната смеха»
- «Дьявол» Л. Толстого — Марья Павловна Иртенева[4]
- «Сестра Надежда» А. Володина — Нелли[5]
- «Под небом голубым» Д. Элдриджа — Хелен[6][7]
- «Моя прекрасная леди» Д. Шоу — миссис Айнсфорд-Хилл
- «Разговоры после…» Я. Реза — Эдит[8][9]
- «Мадонна с цветком» М. Глушко — Полина Дмитриевна

### Фильмы-спектакли
- «На дне» (2000) — Анна
- «Псих» (2005) — Ольга
- «На всякого мудреца довольно простоты» (2007) — приживалка

## Признание и награды
- Заслуженная артистка России (2008)[1].